# Мендес, Даниэл
Даниэ́л Фре́йре Ме́ндес (порт.-браз. Daniel Freire Mendes; 18 января 1981 года, Сан-Паулу) — бразильский футболист, нападающий.

## Карьера
Родился и вырос в Сан-Паулу, воспитанник местного футбола. Играл на детском и юношеском уровне за такие клубы из родного города, как «Палмейрас» (1990—1994), «Коринтианс» (1995) и «Жувентус» (1996—1997). В 1997 году оказался в юношеской команде клуба «Ботафого» (Рио-де-Жанейро), с которой стал обладателем юношеского кубка штата Рио-де-Жанейро (Copa Juvenil Do Estado Do Rio De Janeiro), лучшим бомбардиром этого турнира (14 мячей) и несколько позже чемпионом штата Рио-де-Жанейро среди юниоров; год спустя появился в главной команде клуба, где выходил на поле нерегулярно (34 игры и 2 гола за примерно пять лет в составе).
В 2003 году выступал за шведский «Кальмар», в составе которого выиграл Суперэттан (вторую по значимости шведскую лигу) того сезона. Затем играл в составе «Ульсан Хёндэ» и «Атлетико Насьональ». В 2006 году вернулся в Швецию, играл сначала за середняка Суперэттана «Дегерфорс», по ходу сезона перешёл в «АИК», клуб Аллсвенскана, где выступал до конца сезона 2008 года.
В 2009 году вернулся в «Кальмар», в составе которого выиграл Суперкубок Швеции 2009 года, забив единственный мяч в концовке встречи с «Гётеборгом».
Вторую половину сезона 2013 провёл в аренде в клубе Суперэттана ГАИС.
В начале 2014 года покинул Швецию, отправившись в аренду в клуб Североамериканской футбольной лиги «Миннесота Юнайтед». 9 октября перешёл в «Миннесоту» на постоянной основе.